# Hubble-Heritage-Projekt
Das Hubble Heritage Projekt hatte das Ziel, aus den Rohaufnahmen des Hubble-Weltraumteleskops Farbaufnahmen des Universums mit hohem ästhetischen Wert bei wissenschaftlich korrekter Farbgebung zu schaffen. Das Projekt wurde 1998 gegründet und bestand bis 2016.
In monatlichen Abständen veröffentlichte das Projekt Aufnahmen von Planeten, Sternen, einzelner Galaxien und Galaxiengruppen. Der Erfolg des Projekts ist vor allem auf die Zusammenarbeit von Experten verschiedener wissenschaftlicher Disziplinen wie Astronomie, Computer- und Bildbearbeitung zurückzuführen.

## Ziele und Vorgehen

Sombrerogalaxie

Die Astronomen und Bildbearbeitungsspezialisten wählen die Grundlage für ihre Bilder aus dem öffentlichen Datenarchiv des Hubble Space Telescope aus. Da die Rohbilder in der Regel für wissenschaftliche Zwecke aufgenommen wurden, sind diese oft zu unterbelichtet für eine Veröffentlichung. Das Team versucht dann, aus den verschiedenen Archivaufnahmen ein hochwertiges Bild zu erzeugen. Das Bild der Sombrerogalaxie wurde beispielsweise aus sechs Einzelaufnahmen zusammengefügt.
Dem Hubble Heritage Projekt wurde auch eine gewisse Beobachtungszeit des Hubble Space Teleskops zur Verfügung gestellt, falls Aufnahmen ergänzt werden müssen.
Das Projekt wurde mehrfach ausgezeichnet für die Erstellung hervorragender astronomischer Bilder. Die Astronomical Society of the Pacific verlieh dem Projekt im Jahre 2003 den Klumpke-Roberts Preis für hervorragende Beiträge zum allgemeinen Verständnis und zur Anerkennung von Astronomie.
Einige Bilder des Projekts sind auf amerikanischen und britischen Briefmarken abgebildet.